# Henri Marre
Henri Marre (né Sébastien Marre le 24 janvier 1858 à Montauban et mort le 26 août 1927 à Collioure) est un peintre français.

## Biographie
Henri Marre grandit au bord du Tarn: il apprend le dessin chez les Frères et il a pu aussi s’inspirer d’Ingres au Musée, puis est d'abord élève à l’École des beaux-arts de Toulouse, de 1875 à 1878 où il perfectionne son dessin avec Jules de Lacger (peintre et photographe à Toulouse des années 1860 jusque vers 1888). Il suit les cours  du Maitre Jules Garipuy 1817+1893 (ami d’Eugène Delacroix, devient conservateur du Musée des Augustins de Toulouse).
Ensuite à l'École des beaux-arts de Paris, il suit quelque temps les cours de Jean Paul Laurens (1838-1921) avant de poursuivre ses études de 1880 à 1883 dans l’atelier d’Alexandre Cabanel (1823-1889).
Le Salon des Artistes Français lui permet de participer jusqu’en 1899.Il revient dans sa région natale et fait découvrir le village de Collioure à son ami Henri Martin. Ses paysages sont peints d’une pâte riche dans des coloris sobres et contrastés.
En 1891 Henri Marre est nommé comme professeur de dessin artistique au cours Public Municipal où il sera secondé en 1909 par son neveu Jules Soureillan. Il y sera élevé en 1901 au grade d’Officier d’Académie.
A 52 ans Henri se marie à Toulouse avec Marie Castanié âgée de 30 ans. Ils auront ensemble une fille unique Jeannette Marre qui sera plus tard peintre comme son père et se fera appeler Sébastienne Marre.
Henri Marre partira en retraite en 1920 en quittant son poste de professeur au cours Public Municipal.
Il meurt à Collioure en 1927.
il est possible de voir des œuvres d’Henri Marre :
               Musée Ingres à Montauban,
               Musée d’Art Moderne à Collioure,
               Musée des Augustins (ou des Beaux-Arts) à Toulouse,
               Musée Paul Dupuy à Toulouse,
               Musée des Beaux-Arts à Carcassonne.

## Galerie

Œuvres d'Henri Marre
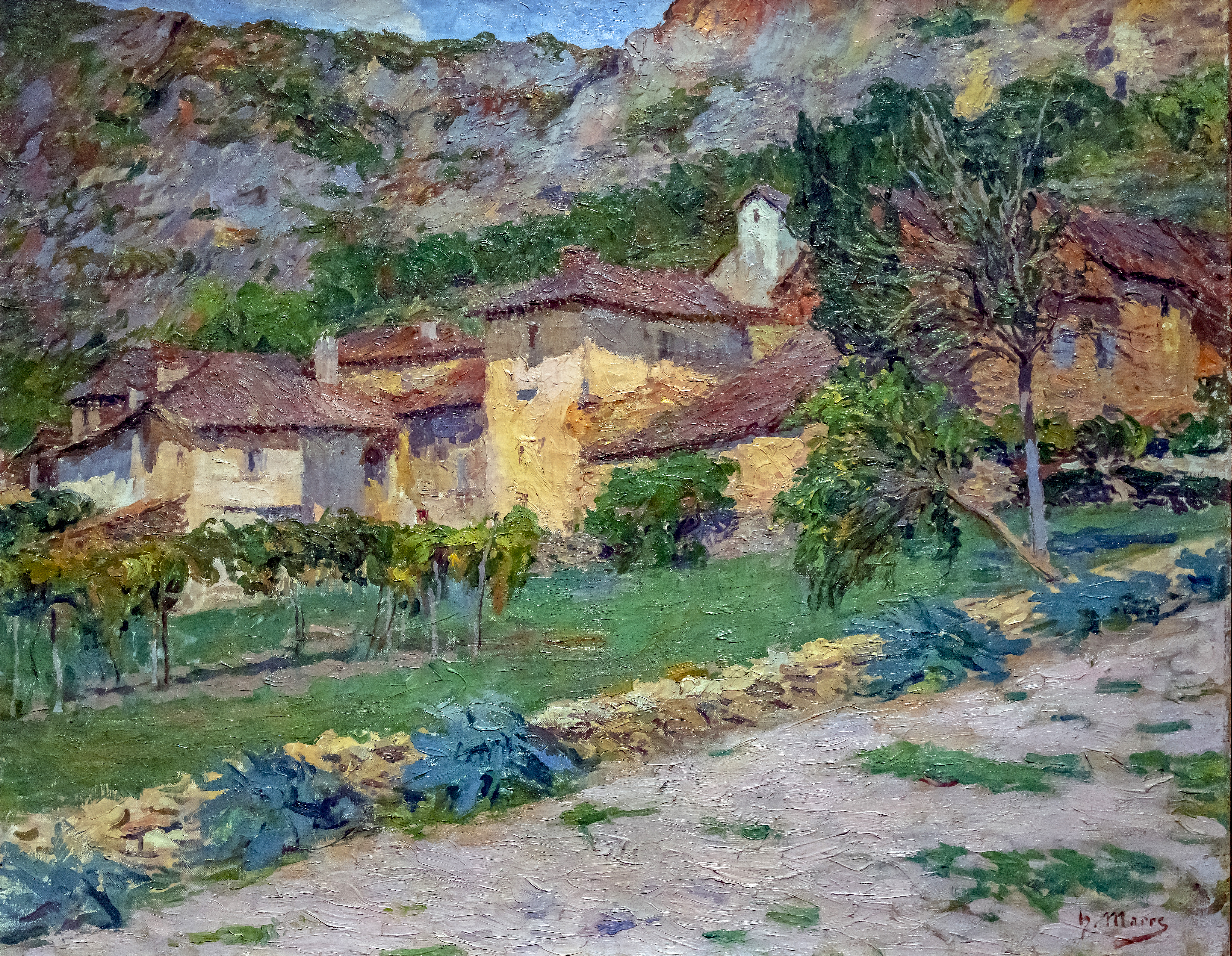
Maisons et rochers à Larroque (vers 1906), musée des Beaux-Arts de Carcassonne.